# Божиславець
Божиславець (пол. Borzysławiec, нім. Louisenthal) — село в Польщі, у гміні Ґоленюв Голеньовського повіту Західнопоморського воєводства.
Населення — 131 особа (2011).
У 1975-1998 роках село належало до Щецинського воєводства.

## Демографія
Демографічна структура станом на 31 березня 2011 року:
|          | Загалом | Допрацездатний вік | Працездатний вік | Постпрацездатний вік |
| -------- | ------- | ------------------ | ---------------- | -------------------- |
| Чоловіки | 68      | 19                 | 42               | 7                    |
| Жінки    | 63      | 11                 | 39               | 13                   |
| Разом    | 131     | 30                 | 81               | 20                   |